# كسور البنان
كسور السلاميات الطرفيّة، والتي تشمل كسور البنان، هي كسور في العظم الموجود في طرف الإصبع.  تشمل الأعراض ألمًا وتورمًا في طرف الإصبع.  قد يكون مرتبطًا بنزيف تحت الظفر أو تمزق فراش الظفر. كما قد تشمل المضاعفات تشوه الأظافر، أو التهاب العظم.  
السبب عادة هو إصابة ناجمة عن الانسحاق.  وهو نوع من أنواع كسور الأصابع، ويُشخَّص عن طريق الأشعة السينية.  تشمل الأنواع المستعرضة والطولية والمتفتتة.  وتتطلب أصابع المطرقة وكسور سيمور تدابير محددة. 
يمكن علاج الحالات التي يكون فيها الجلد سليمًا بشكل عام باستخدام الشريط اللاصق أو الجبيرة لبضعة أسابيع.   ويمكن علاج النزيف تحت الظفر عن طريق ثقب الظفر.   إذا تحركت العظام، فقد يكون من الضروري إجراء عملية تجبير الكسر.  إذا كانت الإصابة تشمل أكثر من 30% من المفصل، أو كان الكسر غير مستقر، أو كان الكسر مفتوحًا، فقد يستدعي ذلك إجراء تدابير أخرى.  في الكسور المفتوحة، لا تكون المضادات الحيوية الوقائية مطلوبة بشكل عام.  
تعتبر كسور السلاميات الطرفيّة شائعة، وهي أكثر كسور اليد شيوعًا،   كما يتعرض لها الذكور أكثر من الإناث.  يستمر الخدر والحساسية- بما في ذلك الحساسية للبرد- عادةً لعدة أشهر. 